# سنيوريتس
سنيوريتس هو مصطلح عامي يستعمل بصفة أساسية في الولايات المتحدة الأمريكية و كندا يصف انخفاض الدافع تجاة الدراسات التي يقوم بها الطلاب الذين يقتربون من نهاية دراستهم الثانوية، كليتهم، دراستهم العليا، أو نهاية السنة الدراسية بشكل عام.فهو يجمع بين كلمة سينيور تلحقها يتس التي تشير من الناحية الفنية إلي الالتهاب ولكن في الكلام العامي تعني مرضآعامآ.